# Електрохімічний та електрометалургійний завод у Помблієрі

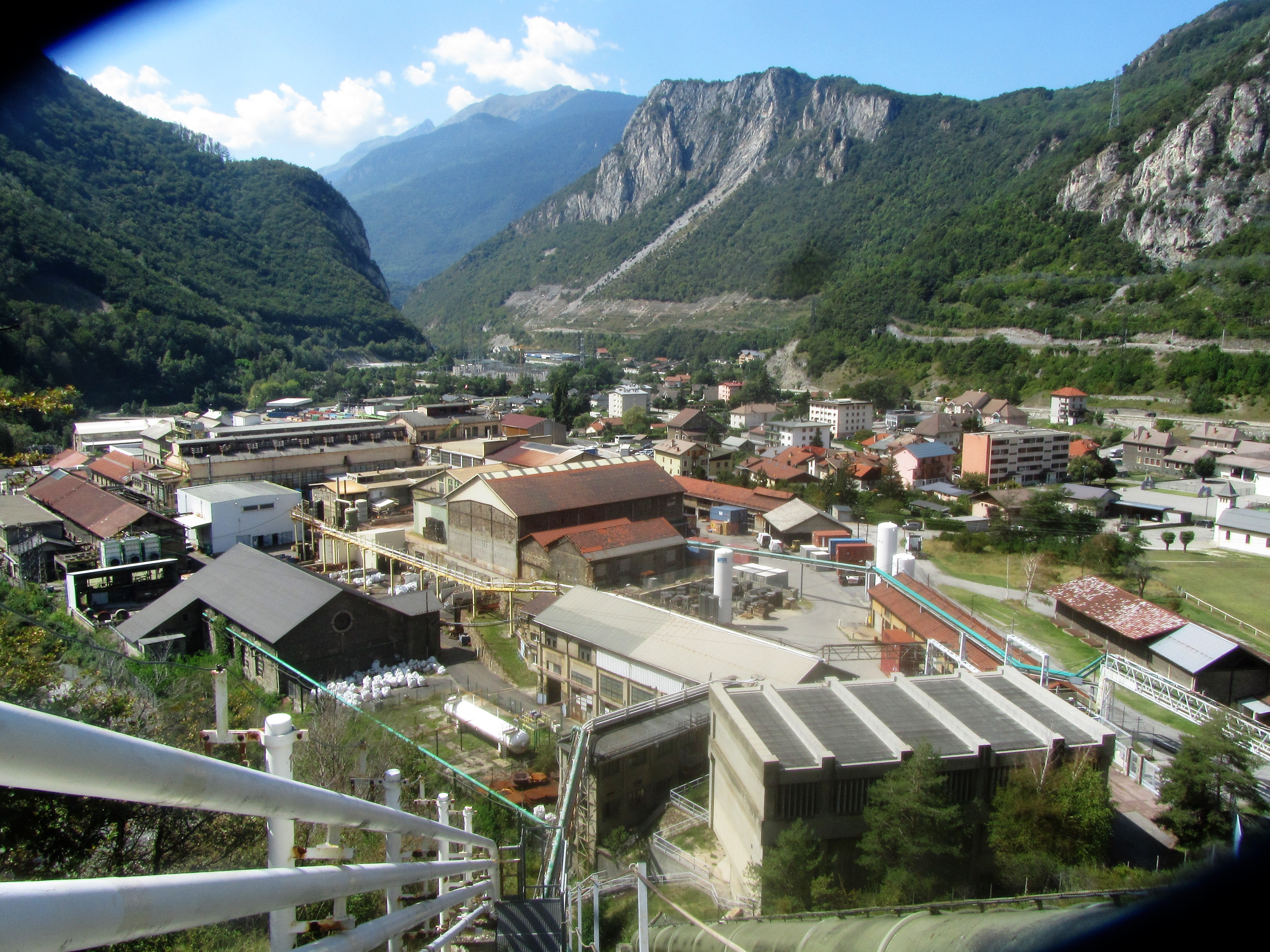
Загальний вигляд виробничого майданчику

Електрохімічний та металургійний завод у Помблієрі (Pomblière) – виробничий майданчик на південному сході Франції.
У 1899-му компанія Société lyonnaise de l’industrie électrochimique La Volta (La Volta Lyonnaise) отримала дозвіл на зведення в Помблієрі хімічного заводу, який мав використовувати ресурс гідроелектроенергії Альп. Майданчик почав роботу в 1902 році, при цьому первісний план передбачав електроліз хлориду натрію з метою випуску каустичної соди. Втім, обраний для цього технологічний процес Outhenin-Chalandre при спробі практичного впровадження виявився вкрай недосконалим, а намір використати інший продукт електролізу – хлор – для продукування хлорного вапна не дала успіхів через конкуренцію зі сторони інших виробників. У підсумку від закриття майданчик у Помблієрі врятувало лише придбання електроенергії іншими промисловими підприємствами, зокрема, заводом фосфору в тому ж Помблієрі.

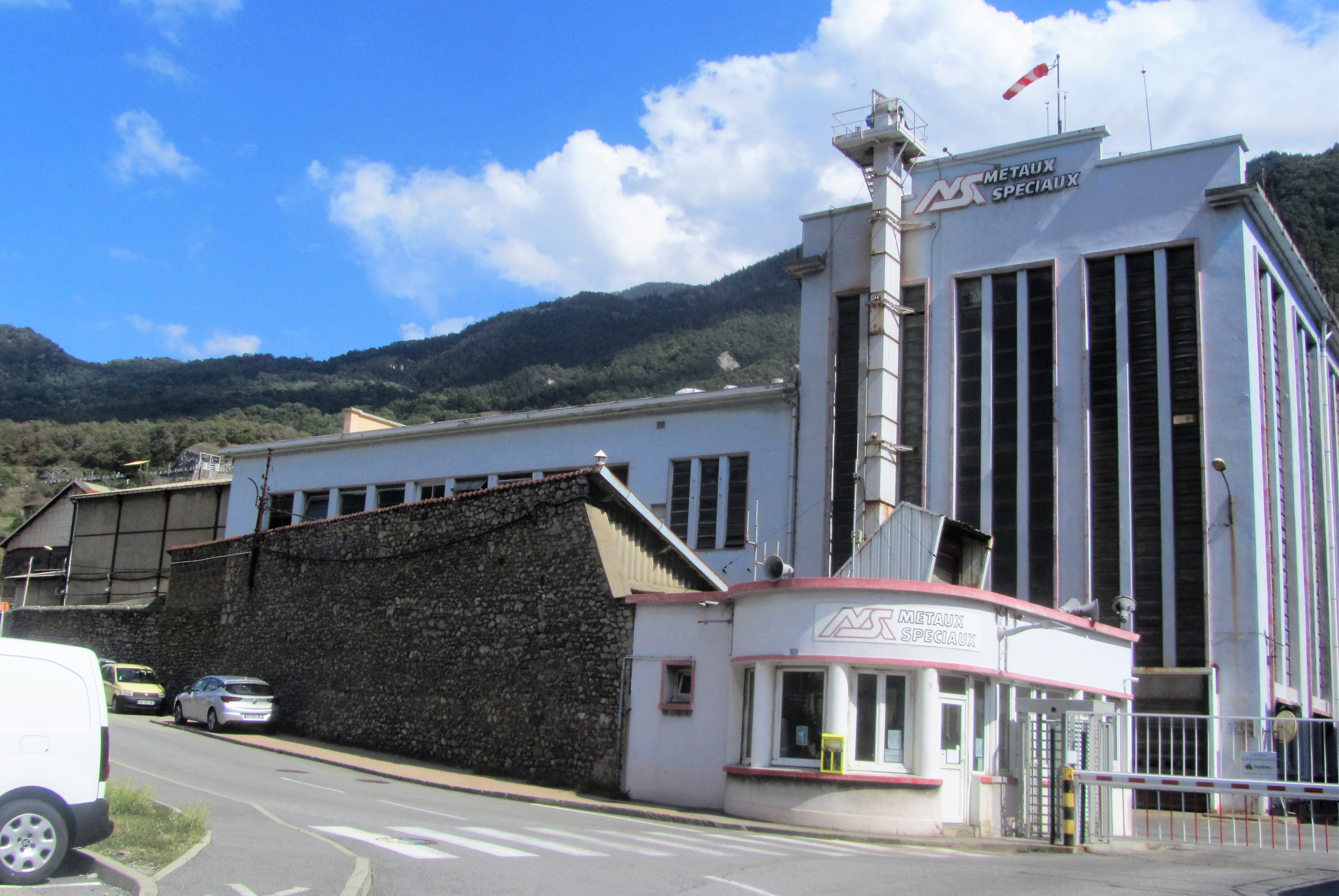
Вхід на фабрику

Втім, власник намагався підшукати нові способи розвитку виробничого майданчику. Не пізніше 1908-го запустили виробництво пероксиду натрію, який всього за кілька років став у великій нагоді. Під час Першої світової війни атаки германських підводних човнів викликали кризу з поставками кріоліту з єдиного в світі промислового родовища Івіттуут (Гренландія). Кріоліт знижає температуру плавлення алюмінію, а тому є критично важливим для цієї галузі, як наслідок, на хімічному заводі в П'єрр-Беніт (так само належав La Volta Lyonnaise) організували виробництво синтетечного кріоліту, для чого перекис натрію з Помблієру обробляли плавіковою кислотою. Також під час Першої світової війни майданчик в Помбілєрі забезпечував військовий попит на хлор для продукування хімічної зброї, хлорне вапно для нейтралізації ворожої хімічної зброї – іприту, а також водень (ще один продукт електролізу) для заправки аеростатів.
Ще в 1916-му La Volta Lyonnaise була приєднана до Société d'électrochimie d'Henry Gall, яка в 1922 році унаслідок злиття увійшла до La Société d’électrochimie, d'électrométallurgie et des aciéries électriques d'Ugine (SECEMAEU). 
У 1923-му майданчик нарешті отримав сталий напрямок діяльності, яким займається вже більше сотні років – продукування металічного натрію, що так само передбачає електроліз хлориду натрію.
В 1925-му узялись за виробництво ванадієвої кислоти, технологія якого також потребувала певних обсягів хлору. Ванадієвий цех проіснував кілька десятиліть та був закритий в 1969-му.
З 1938-го випускали кобальт, для чого використовували сировину походженням з марокканського рудника Бу-Аззер. Спершу обсяги були незначними, наприкінці 1940-х досягнули сотні тонн на рік, а потім вийшли на рівень у вісім сотень тонн, що робило кобальт співставним за важливістю з натрієм для майданчику. Ще наприкінці 1970-х продукування кобальту перебувало на високому рівні, так, в 1978-му отримали 777 тонн цього металу. Втім, закриття в 1983-му копальні Бу-Аззер завдало фатального удару цій діяльності, оскільки склад руди інших родовищ вимагав оновлення технологічного обладнання, до того ж поставки з них були під контролем конкурентів (можливо відзначити, що завдяки знаходженню нових покладів роботу Бу-Аззер в підсумку відновили, проте це вже не було пов’язане з заводом у Помблієрі).
На тлі припинення кобальтового напрямку в 1983-му у Помблієрі почали випуск літію, технологія виробництва якого включає хлоровану фазу під час електролізу. Втім, вже у 1990-му це виробництво зупинили.
В 1990-х роках на майданчик в Помблієрі перенесли продукування трихлориду ванадію та тетрахлориду ванадію, яке до того здійснювалось на заводі у Brignoud. Таким чином, майданчик знову отримав ванадієвий напрямок.

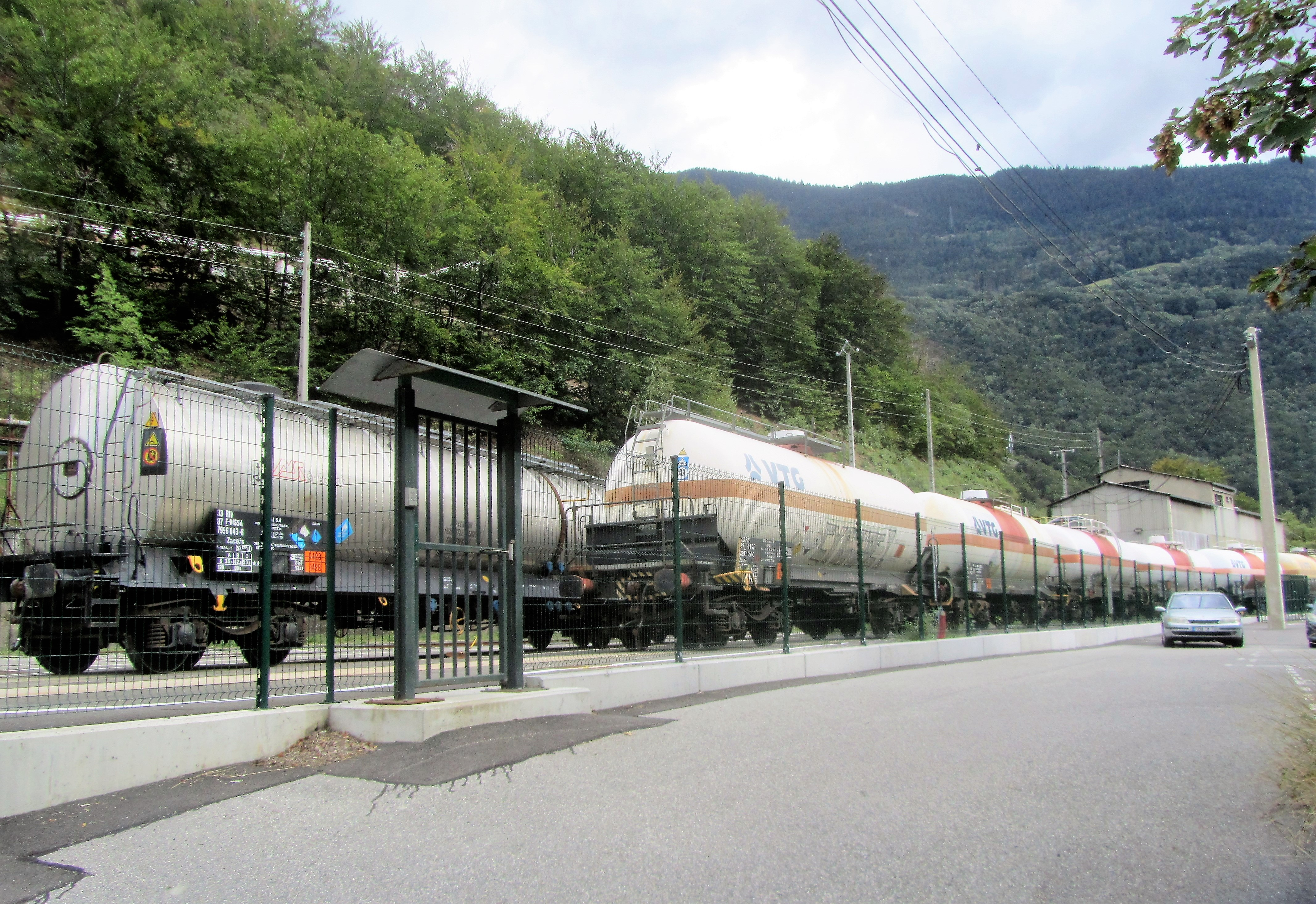
Цистерни для перевезення соди в Помблієрі

Протягом другої половини XX століття потужність майданчику по натрію залишалась на рівні біля 12 тисяч тонн на рік. В 1999 – 2000 роках провели програму модернізації, що дозволила довести цей показник до 25 тисяч тонн на рік (при цьому після 2016-го майданчик у Помблієрі залишається єдиним великим виробником натрію за межами Китаю та може покривати чверть світового попиту).
В 2013-му відновили продукування літію.
Напркінці 2020-х узялись за проект очистки хлору від домішок брому, що мало дозволити випускати хлор фармацевтичної якості в обсягах 10 тисяч тонн на рік.
Станом на 2024 рік асортимент продукції заводу в Помблієрі включав літій, натрій, хлор, хлориди ванадію, а також оксид натрію.
Що стосується компаній, які опікувались майданчиком, то можливо відзначити, що в 1966 році відбулось злиття SECEMAEU з компанією Kuhlmann Establishments в Ugine-Kuhlmann, а в 1971-му унаслідок наступного злиття з Pechiney виник концерн Pechiney-Ugine-Kuhlmann (PUK). При цьому в 1972-му для управління майданчиком в Помблієрі створили компанію Metaux Speciques SA (MSSA). Вона була націоналізована разом з PUK у 1982-му та в ході реорганізації залишилась у складі відновленої компанії Pechiney. В 1996-му MSSA продали компанії International Alkaline, заснованій трьома європейськими банками (90%) та колишнім менеджментом (10%). В 2011-му MSSA придбала японська Nippon Soda.